# Stigmella corylifoliella
Stigmella corylifoliella là một loài bướm đêm thuộc họ Nepticulidae. Nó được tìm thấy ở Ohio, New Jersey, Maine, Michigan, Kentucky, California, Pennsylvania, Maryland, North Carolina, Ontario, New Brunswick, Quebec và British Columbia.
Sải cánh dài 3.5 mm.

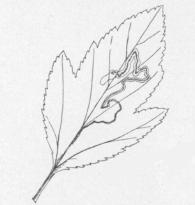
Mine

Ấu trùng ăn a wide range of plants, bao gồm Vaccinium, Corylus (bao gồm Corylus americana), Opulaster, Betula, Gaylussacia, Hamamelis virginiana và Alnus rugasa var. americana.Chúng ăn lá nơi chúng làm tổ.